# Saison 43 d'Alerte Cobra
Chronologie
Saison 42 Saison 44
Cet article présente le guide des épisodes la quarante-troisième saison de la série télévisée Alerte Cobra.

## Distribution

### Acteurs principaux
- Erdoğan Atalay : Sami Gerçan (inspecteur)
- Daniel Roesner : Paul Renner (inspecteur)
- Katja Woywood : Kim Krüger (chef de service)
- Katrin Heß : Jenny Dorn (brigadière)
- Niels Kurvin : Armand Freund (police scientifique)
- Daniela Wutte : Susanne König (secrétaire)

### Acteurs récurrents
- Lion Wasczyk : Finn Bartels (brigadier)
- Kerstin Thielemann : Isolde Maria Schrankmann (procureure générale)
- Carina Wiese : Andréa Gerçan (femme de Sami)

## Diffusion
En Allemagne, la saison a été diffusée du 29 mars 2018 au 3 mai 2018, sur RTL Television.
En France, la saison a été diffusée du 24 au 31 août 2018 sur TMC.

## Épisodes

### Épisode 1:Bollywood mania
- Allemagne : 29 mars 2018 sur RTL Television
- France : 24 août 2018 sur TMC

### Épisode 2:Un cadeau empoisonné
- Allemagne : 5 avril 2018 sur RTL Television
- France : 27 août 2018 sur TMC

- Julia Neviandt
- Axel Melzener

- Gen Seto : Noriko Yamoto, l'ex-femme du chef japonais yakuza.
- Luka Omoto : Mitzu Yamoto, le chef japonais yakuza.
- Mai Duong Kieu : la jeune hackeuse japonaise.
- Martin Geisen : le vendeur de la voiture.

Andréa lui offrent une voiture électrique avec de nombreux gadgets dont un ordinateur de bord de dernière génération. Dana et Andréa partent faire un tour avec, afin de la tester. Pendant ce temps, des yakuzas prennent le contrôle à distance du véhicule avec l'aide d'une jeune hackeuse. Ils peuvent contrôler l'accélération, le freinage, la direction, les vitres électriques et bien d'autres choses. Sami est appelé par l'un des yakuzas qui l'avertit de ne rien faire pour tenter de les sauver. Il décide quand même de les retrouver avec l'aide de Paul. Ils y parviennent mais le yakuza les avertit une seconde fois et les menace de détruire  la voiture. Il réclame également la libération d'une certaine Noriko Yamoto, l'ex-épouse d'un chef yakuza surnommé « Le diable d'Osaka », qui est en planque.
De retour au commissariat, Armand apprend à Sami que tout cela était prémédité : la planque de Noriko, l'achat de la nouvelle voiture de Dana et que le yakuza au téléphone n'est autre que Mitzu Yamoto, le chef japonais yakuza. Kim décide d'aller voir Noriko à sa planque et Armand de pirater la voiture. De leur côté, Sami et Paul cherchent des infos dans des commerces japonais de la ville. Ils retrouvent la trace de l'un des yakuzas mais celui-ci se fait tuer par un autre yakuza. Paul trouve sur lui un badge. Mitzu envoie à Sami une vidéo en direct de sa fille et d'Andréa afin de faire encore pression sur lui. Il lui ordonne de lui livrer Noriko et lui laisse un délai d'une heure. Sami décide donc de faire cavalier seul. De leur côté, Dana et Andréa tentent de faire diversion et parviennent à attirer l'attention d'une voiture de police. Grâce à cela, les journalistes sont également prévenus mais Noriko l'apprend à la radio. Elle choisit de partir se livrer à Mitzu pour tenter de tout arrêter. Sami arrive à la planque mais trop tard. De son côté, Armand parvient à trouver une faille dans le système électronique de la voiture. Il parvient également à envoyer un message à Dana et Andréa et leur dire comment réinitialiser la voiture. Cependant, la jeune hackeuse japonaise voit qu'elle se fait pirater et parvient à déjouer le plan d'Armand. À la suite de cette tentative, elle lance un programme dans la voiture qui injecte un gaz dans l'habitacle ; Dana et Andréa se font endormir. Armand, qui avait également cherché des infos sur le badge, trouve la localisation des yakuzas. Il en informe Kim qui est rejoint par Sami et partent tous les deux à la planque des yakuzas. Paul, lui, trouve une idée farfelue pour stopper la voiture.

### Épisode 3:Le témoin aveugle
- Allemagne : 12 avril 2018 sur RTL Television
- France : 28 août 2018 sur TMC

### Épisode 4:Maître Charles
- Allemagne : 19 avril 2018 sur RTL Television
- France : 29 août 2018 sur TMC

### Épisode 5:Secret de famille
- Allemagne : 26 avril 2018 sur RTL Television
- France : 30 août 2018 sur TMC

### Épisode 6:Sortie scolaire
- Allemagne : 3 mai 2018 sur RTL Television
- France : 31 août 2018 sur TMC